# Волосевич Петро Семенович
Петро Семенович Волосевич (нар. 1908 — пом. 7 березня 1940) — червоноармієць РСЧА часів Другої світової війни, стрілець 255-го стрілецького полку 123-ї стрілецької дивізії 7-ї армії Північно-західного фронту, Герой Радянського Союзу (1940, посмертно).

## Життепис
Народився у 1908 році у с. Іванівка, (нині у складі м. Кривий Ріг) в селянській родині. Закінчив 4 класи. Працював у селі. У Червоній армії з 1939 року. Учасник вторгнення у Польщу та Фінляндію.

## Друга світова війна
У вересні 1939 року учасник у радянського вторгнення у Польщу.
7 березня 1940 року під містом Віїпурі (нині — Виборг) ведучи за собою бійців, першим перетнув дротяні загородження, круті схили висоти та досягнув ворожого доту. У цьому бою загинув. Похований у братській могилі на околиці Віїпурі.
Указом Президії Верховної Ради СРСР від 11 квітня 1940 року за зразкове виконання бойових завдань командування на фронті боротьби з фінської білогвардійщиною та проявлені при цьому відвагу та геройство, червоноармійцю Волосевичу Петру Семеновичу присвоєно звання Герой Радянського Союзу.
Також нагороджений Орденом Леніна.

## Пам'ять
На честь Петра Волосевича названо вулицю у Саксаганському районі м. Кривий Ріг.